# Черепанова, Ольга Александровна
О́льга Алекса́ндровна Черепа́нова (24 июня 1936, Ленинград — 17 августа 2022) — советский и российский филолог, этнограф и фольклорист. Доктор филологических наук, профессор. Профессор филологического факультета СПбГУ.

## Биография
Родилась 24 июня 1936 года в Ленинграде. В 1959 году окончила филологический факультет Ленинградского государственного университета, в 1963 году — заочную аспирантуру ЛГУ.
С 1964 года — ассистент кафедры русского языка филологического факультета ЛГУ/СПбГУ, с 1973 года — доцент, с 1985 года профессор той же кафедры. В 1965 году защитила кандидатскую диссертацию «Лексико-грамматические средства выражения модальности в древнерусском языке», в 1984 году — докторскую диссертацию «Мифологическая лексика русского языка».
Научные интересы — история русского языка, традиционная культура и народная словесность в современном состоянии и истории, славянская мифология, язык малых форм фольклора, отражение мифологических представлений в языке. Автор около 150 работ, из них 10 монографий и учебных пособий, часть из которых в соавторстве. В том числе «Мифологическая лексика Русского Севера» (Л., 1983), «Мифологические рассказы и легенды Русского Севера» (СПб., 1995); «Культурная память в древнем и новом слове» (СПб., 2005).

## Основные труды
- Черепанова О. А. Мифологическая лексика Русского Севера. — Л., 1983. — 435 с.
- Мифологические рассказы и легенды Русского Севера / Сост. и комм. О. А. Черепанова. — СПб.: Издательство СПбГУ, 1996. — 212 с. — ISBN 5-288-01444-2.
- Черепанова О. А. Культурная память в древнем и новом слове: исследования и очерки. — СПб.: Издательство Санкт-Петербургского университета, 2005. — 329 с. ISBN 5-288-03950-X, ISBN 978-5-288-03950-8
- Черепанова О. А. Образы и сюжеты севернорусской мифологии. — СПб.: Издательство Санкт-Петербургского университета, 2012. — 112 с. + оптический диск (CD-ROM). — ISBN 978-5-288-05355-9